# Andrés Ripoll Muntaner
Andrés Ripoll Muntaner (* 11. Juni 1933 in Barcelona; † 22. Januar 2017 in Palma), auch bekannt als Andreu Ripoll, war ein spanischer Ingenieur und Raumfahrtfunktionär.

## Leben
Der aus einer Familie mit mallorquinischen Wurzeln stammende Andrés Ripoll Muntaner wuchs in Barcelona auf, übersiedelte aber noch in jungen Jahren auf die spanische Mittelmeerinsel Mallorca. Er studierte Ingenieurwissenschaften an der Escuela Politécnica de Madrid und ging an das Goddard Space Flight Center in Maryland, USA. In den Jahren 1965 bis 1968 war er der verantwortliche Ingenieur für die Aufstellung der Hawk-Raketen in Spanien. Später war er als Vizedirektor und Abteilungsleiter für Wartung und Operationen für die Einrichtungen der NASA in Madrid verantwortlich. In dieser Funktion war er an den Apollo-, Skylab- und Apollo-Sojus-Projekten beteiligt. Von 1988 bis 1994 leitete er das Europäische Astronautenzentrum in Köln und war so verantwortlich für Auswahl und Ausbildung europäischer Astronauten.